# Пескетарианство
Пескетарианството е хранителна диета, която изключва яденето на месо (птиче, свинско, телешко, агнешко и т.н.) и насърчава яденето на риба.
Понятието (на английски: Pescetarianism) е неологизъм, възникнал при съчетаване на корена на италианската дума pesce („риба“) и английската дума vegetarian. Навлиза най-напред в Съединените щати през 90-е години на XX в. „Песко-вегетарианец“ е синоним на термина, който рядко се използва извън академичните изследвания, но понякога се появява в други американски публикации и литературата поне от 1980 г. насам.
Пескетарианството е познато още като рибоядство. Някои пескетарианци се наричат и вегетарианци, които ядат риба. В менюто им освен храни с растителен произход, присъстват и рибата и морските дарове. Допуска се консумация на други животински продукти като яйца и млечни продукти.
Според проучване от 2017 – 2018 г. пескетарианци са приблизително 3% от възрастните по света.